# Intermediate-Range Nuclear Forces Treaty

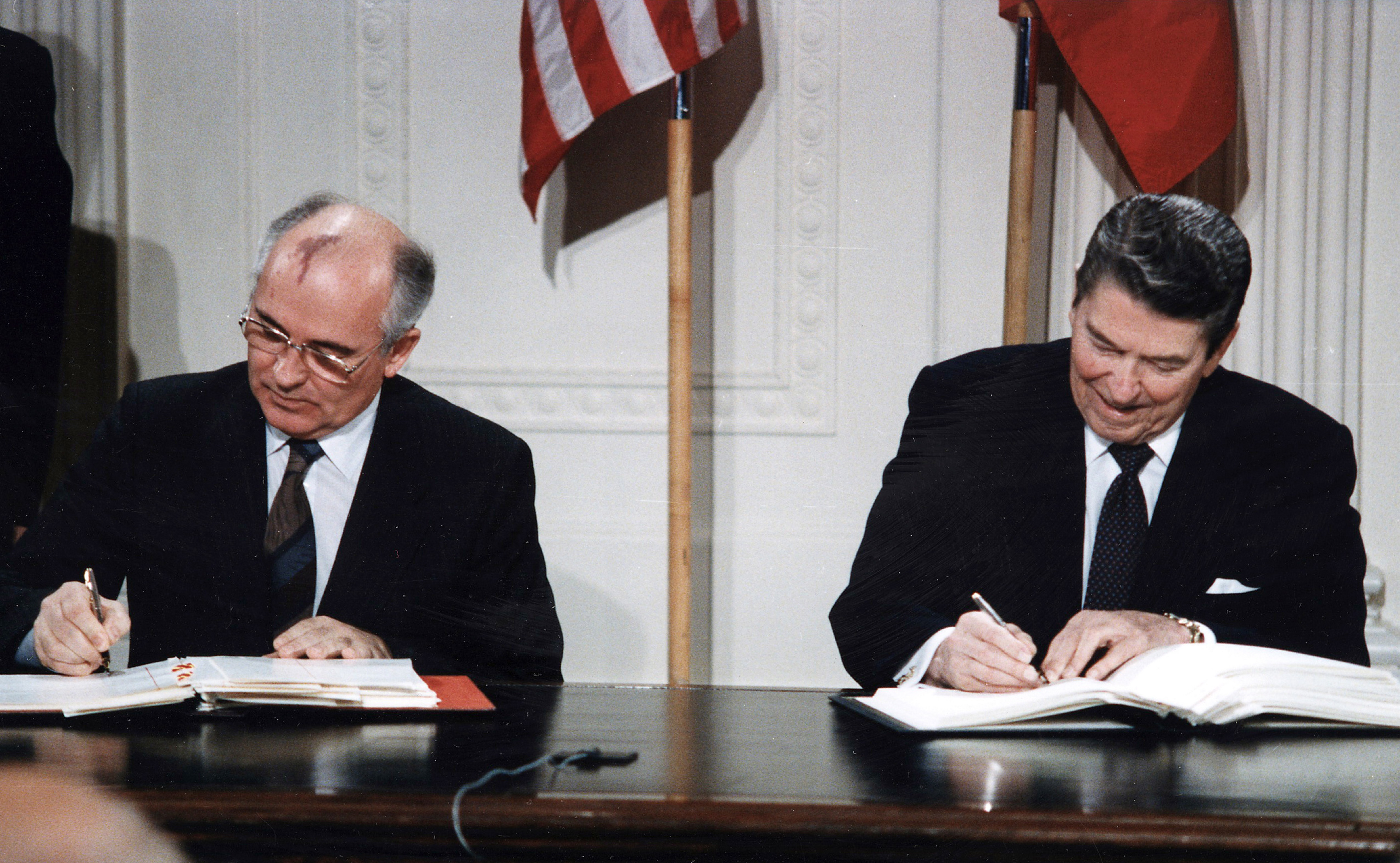
Przywódca ZSRR, Sekretarz Generalny KC KPZR Michaił Gorbaczow i prezydent Stanów Zjednoczonych Ronald Reagan podczas podpisania traktatu INF w 1987 roku

Intermediate-Range Nuclear Forces Treaty, w skr. INF Treaty; ofic. Treaty Between the United States of America and the Union of Soviet Socialist Republics on the Elimination of Their Intermediate-Range and Shorter-Range Missiles (pol. „Traktat o całkowitej likwidacji pocisków rakietowych krótkiego i średniego zasięgu”, „Traktat INF”) – umowa międzynarodowa zawarta 8 grudnia 1987 roku w Waszyngtonie pomiędzy Stanami Zjednoczonymi i Związkiem Radzieckim, dotycząca całkowitej likwidacji uzbrojenia w postaci rakietowych pocisków balistycznych krótkiego (ang. SRBM), średniego (ang. MRBM) oraz pośredniego (ang. IRBM) zasięgu obu traktatowych stron, a także zakazu jego produkcji, przechowywania i używania. Podpisana przez prezydenta USA Ronalda Reagana i przywódcę ZSRR, Sekretarza Generalnego KC KPZR Michaiła Gorbaczowa została ratyfikowana przez Senat Stanów Zjednoczonych 28 maja 1988 roku, z kolei jej wejście w życie miało miejsce 1 czerwca tego roku.
Bezpośrednim powodem przystąpienia przez Związek Radziecki do rozmów nad zakazem pocisków balistycznych średniego i pośredniego zasięgu, było rozpoczęcie w 1984 roku rozmieszczania w Europie pocisków balistycznych średniego zasięgu Pershing II o zwiększonym zasięgu i doskonałej jak na owe czasy celności z dokładnością CEP 50 m. Osiągnięte w wyniku rozmów porozumienie zakładało zlikwidowanie odpalanych z lądu termojądrowych i konwencjonalnych pocisków balistycznych i pocisków manewrujących o zasięgu od 500 do 5500 km.
Traktat INF zawierał niezwykle obszerne ustalenia dotyczące inspekcji weryfikacyjnych oraz monitoringu obu będących jego sygnatariuszami stron. Był przy tym pierwszym i jedynym tego rodzaju traktatem, który faktycznie eliminował całą klasę broni jądrowej. Eliminując głównie pociski rakietowe stacjonujące w Europie, układ znacznie zmniejszył ryzyko wybuchu wojny nuklearnej na Starym Kontynencie i utorował drogę do negocjacji w sprawie taktycznej broni nuklearnej oraz chemicznej, a także negocjacji w sprawie sił konwencjonalnych w Europie. W ramach wykonywania jego postanowień do 1 czerwca 1991 roku zniszczono w sumie 2692 pociski rakietowe, 889 pocisków średniego zasięgu i 957 pocisków krótkiego zasięgu po stronie radzieckiej oraz 677 pocisków średniego zasięgu i 169 pocisków krótkiego zasięgu po stronie amerykańskiej. Traktat jest powszechnie uznawany za jedno z głównych porozumień kończących zimną wojnę.
Traktat utracił ważność 2 sierpnia 2019 roku za sprawą wycofania się z niego Stanów Zjednoczonych.

## Tło historyczne
W 1975 roku ZSRR rozpoczął rozmieszczanie w Europie nowego typu rakiet średniego zasięgu RSD-10. W założeniu miały one zastąpić przestarzałe systemy rakiet R-12 i R-14. Zachwiana została tym samym równowaga strategiczna z państwami Europy Zachodniej, ponieważ nowe rakiety stanowiły broń ofensywną pierwszego uderzenia posiadając większą siłę rażenia, zasięg i były odpalane z wyrzutni mobilnych.
Symetryczną odpowiedzią NATO było rozpoczęcie rozmieszczania począwszy od 1983 roku amerykańskich 464 pocisków manewrujących BGM-109G i 108 rakiet balistycznych Pershing. Równocześnie jednak, w 1980 roku w Genewie rozpoczęto negocjacje z ZSRR, dotyczące obustronnego wycofania tej broni z Europy. Podstawą do negocjacji był przedstawiony we wrześniu 1981 roku amerykański plan zerowy, zakładający całkowite wycofanie Pershingów, RSD-10, R-12 i R-14. W listopadzie 1983 roku z rokowań wycofała się Wielka Brytania i Francja, które uznały, że ich rakiety pośredniego i średniego zasięgu są bronią typowo defensywną (oba kraje posiadały w tym czasie pochodzące jeszcze z lat 50. XX wieku pociski oparte na przestarzałej technologii o znikomej wartości ofensywnej). Jednak w odpowiedzi nieoczekiwanie strona radziecka zawiesiła swój udział w dalszych negocjacjach. Przed końcem 1983 roku rozpoczęło się rozmieszczanie pocisków w Wielkiej Brytanii i Irlandii Północnej, a w 1984 roku w Niemczech Zachodnich i we Włoszech.
W marcu 1985 roku ZSRR wznowił rozmowy, próbując je tym razem połączyć z rokowaniami na temat redukcji strategicznej broni jądrowej (START I) i amerykańskim programem wojen gwiezdnych (SDI).
Po serii spotkań dwustronnych w sierpniu i wrześniu 1986 roku nastąpił przełom w rokowaniach w czasie amerykańsko-radzieckiego szczytu w Reykjavíku, gdzie Reagan i Gorbaczow zgodzili się na wzajemne wycofanie broni średniego i pośredniego zasięgu oraz ustalili limit 100 głowic termojądrowych, które mogły być instalowane na innych pociskach tego typu, m.in. bazowania morskiego. Decyzja została wsparta w sierpniu 1987 roku przez kanclerza Niemiec Helmuta Kohla, który jednostronnie wypowiedział USA umowę o stacjonowaniu starszych rakiet Pershing IA w Niemczech Zachodnich. Dodatkowe negocjacje w sprawie amerykańskiej i radzieckiej polityki zbrojeniowej przeprowadzono także podczas szczytu w Waszyngtonie w grudniu 1987 roku, na którym ostatecznie podpisano traktat INF.

## Skutki
Obie strony zniszczyły pociski:
- USA
  - Pershing I
  - Pershing II
  - Gryphon
- ZSRR
  - R-12
  - R-14
  - 9K76
  - R-400
  - RSD-10
  - RK-55

## Zamiar wycofania się stron i kres traktatu
Ustami najwyższych przedstawicieli Ministerstwa Obrony, Rosja, będąca prawną i międzynarodową sukcesorką zlikwidowanego w 1991 roku ZSRR, wielokrotnie wyrażała opinię, że likwidacja w myśl postanowień traktatu INF pocisków R-400 (których następcą jest pocisk 9M723 Iskander M i jego odmiany, pocisk balistyczny systemu 9K720 Iskander o określanym w czasie ważności traktatu zasięgu <500 km) była błędem, zaś wraz ze Stanami Zjednoczonymi Ameryki są jedynymi państwami na świecie objętymi zakazem posiadania pocisków średniego zasięgu. Spowodowało to z jednej strony dążenie Rosji do wycofania się z Traktatu INF, z drugiej zaś podjęcie zastąpienia pocisków zwanych Kodem NATO Scud, pociskami głoszonymi jako dozwolone przez traktat INF. To jest pociskami krótkiego zasięgu (nie przekraczającymi dozwolonych w traktacie 500 km). Faktyczny zasięg tej broni jest wiele większy, domniemają obcy analitycy zasięg 1000 km z głowicą termojądrową. Jako pocisk skrzydlaty, model 9M728 i 9M729 zasięg jest tożsamy bądź zbliżony z odmianą konwencjonalną i termojądrową modelu 3M14.
Po zakończeniu zimnej wojny temat pocisków rakietowych średniego zasięgu nie był poruszany przez ponad 15 lat. W międzyczasie Francja, która nie była sygnatariuszem traktatu INF z 1987 roku wycofała swoje rakiety pośredniego zasięgu S3 ze służby w 1996 roku, co ówcześnie wyeliminowało tego typu broń w Europie. W 2005 roku rosyjskie media podały, że minister obrony Rosji Siergiej Iwanow zapytał amerykańskiego sekretarza obrony Donalda Rumsfelda o jego zdanie na temat ewentualnego wycofania się Rosji z traktatu INF. Rok później Iwanow nazwał traktat „reliktem zimnej wojny”. W 2007 roku, kiedy zaczynały się prace nad pociskiem RS-26 (piątej generacji pocisk przeznaczony do niszczenia strategicznych celów na dystansach kilku tysięcy kilometrów), rosyjscy wojskowi i politycy – z prezydentem Władimirem Putinem na czele – wypowiadali się krytycznie o traktacie INF. 10 lutego 2007 roku Putin oświadczył, że traktat nie odpowiada już interesom Rosji, zaś kilka dni później Iwanow stwierdził, że Rosja jest znacznie słabsza z powodu traktatu, a szef Sztabu Generalnego Sił Zbrojnych Federacji Rosyjskiej gen. Jurij Bałujewski zasugerował, że Rosja może od traktatu jednostronnie odstąpić. Wypowiedzi te padły krótko po ujawnieniu planów administracji prezydenta Stanów Zjednoczonych George’a W. Busha rozmieszczenia w Polsce i Czechach baz systemu obrony antybalistycznej (tarczy antyrakietowej). Niedługo później Władimir Putin zaproponował, aby Stany Zjednoczone i Rosja ponownie przeanalizowały traktat w świetle podejmowanych przez inne państwa prac nad produkcją pocisków średniego zasięgu. W październiku 2007 roku rosyjski prezydent zaproponował, aby traktat INF stał się wielostronny, czyli oznaczał globalny zakaz dla pocisków, których dotyczy. Później w tym samym miesiącu, na Zgromadzeniu Ogólnym ONZ, przedstawiciele USA i Rosji wspólnie potwierdzili przestrzeganie traktatu przez swoje państwa i wezwali inne kraje do wyeliminowania pocisków krótkiego oraz średniego zasięgu.
Władze Stanów Zjednoczonych od lat wysuwały wobec Rosji zarzuty o złamanie postanowień traktatu INF. 16 grudnia 2014 roku Kongresowe Biuro Analiz (ang. Congressional Research Service) przygotowało raport, zgodnie z którym Rosja budowała i testowała pociski balistyczne oraz samosterujące, zdolne do przenoszenia głowic jądrowych, a także była bliska ich rozmieszczenia na swym europejskim terytorium, co stanowiło zagrożenie przede wszystkim dla Europy (a przy tym również dla amerykańskich baz w Europie i członków NATO), bo zasięg objętych traktatem INF pocisków wynosi od 500 do 5500 km. Jeszcze w 2013 roku administracja prezydenta Stanów Zjednoczonych Baracka Obamy rozpoczęła starania o skłonienie Rosji do powrotu do przestrzegania traktatu. 4 grudnia 2018 roku administracja Donalda Trumpa dała Rosji 60 dni na zniszczenie łamiących umowę pocisków manewrujących 9M729, jednak warunki te nie zostały spełnione, w związku z czym 2 lutego 2019 roku USA zawiesiły stosowanie traktatu oraz rozpoczęły sześciomiesięczną procedurę jego wypowiedzenia. 4 marca tego roku Władimir Putin podpisał z kolei dekret o zawieszeniu przestrzegania umowy przez Rosję. 2 sierpnia 2019 roku administracja Donalda Trumpa oficjalnie ogłosiła wycofanie Stanów Zjednoczonych z traktatu INF. Niemały wpływ na decyzje administracji Trumpa miało przekonanie, że traktat, mający zmniejszyć ryzyko użycia broni jądrowej w Europie, jest nie tylko nieskuteczny, ale i utrudnia Stanom Zjednoczonym konwencjonalne odstraszanie Chin – nie będąc stroną umowy, rozwinęły one duży arsenał zakazanych nią pocisków, zagrażających siłom i sojusznikom USA w Azji.